# Heladena
Heladena là một chi thực vật có hoa trong họ Malpighiaceae.

## Loài
Chi Heladena gồm các loài: